# Boubers-sur-Canche
Boubers-sur-Canche är en kommun i departementet Pas-de-Calais i regionen Hauts-de-France i norra Frankrike. Kommunen ligger i kantonen Auxi-le-Château som tillhör arrondissementet Arras. År 2022 hade Boubers-sur-Canche 577 invånare.

## Befolkningsutveckling
Antalet invånare i kommunen Boubers-sur-Canche
| Referens: INSEE |